# John Lewis Voting Rights Act

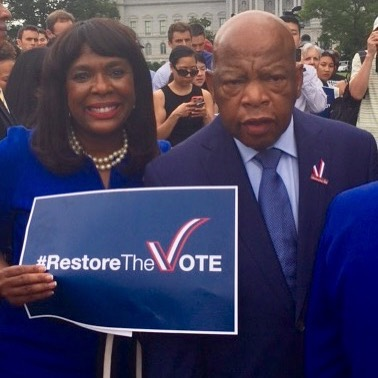
Les représentants Terri Sewell et John Lewis en 2017 à l'occasion du quatrième anniversaire de la décision Shelby County v. Holder.

 (juin 2023).
Le John R. Lewis Voting Rights Advancement Act de 2021 est un projet de loi sur les droits de vote nommé d'après le militant pour les droits civiques John Lewis. Le projet de loi rétablirait et renforcerait certaines parties du Voting Rights Act de 1965, notamment son obligation pour certaines juridictions d'obtenir une approbation fédérale avant de promulguer des changements à leurs lois électorales. Le projet de loi a été rédigé en réponse à la décision de la Cour suprême dans Shelby County v. Holder (en) en 2013, qui invalidait le système utilisé jusqu'alors pour déterminer les juridictions soumises à cette exigence.
Le 24 août 2021, la Chambre des représentants des États-Unis adopte le projet de loi avec une majorité de 219 contre 212. Cependant, le 3 novembre 2021, le projet de loi est rejeté par le Sénat après avoir été incapable de récolter les 60 voix nécessaires pour invoquer la procédure de clôture face à un filibuster. Une deuxième tentative d'adoption le 19 janvier 2022 combinée avec le Freedom to Vote Act (en) échoue également.

## Contexte

### Shelby County v. Holder
L'article 5 du Voting Rights Act de 1965 (également connu sous le nom de VRA) stipulait qu'un certain nombre de juridictions devaient obtenir l'approbation du gouvernement fédéral pour mettre en œuvre des changements à leurs lois électorales. L'article 4(b) contenait la formule permettant de déterminer quelles juridictions étaient soumises à cette exigence. Il s'agissait de toutes celles qui avaientt institué des tests mesurant l'alphabétisation pour voter (Literacy tests (en)) à la date du 1er novembre 1964, et qui avaient observé un taux de participation inférieur à 50 % à l'élection présidentielle de 1964. La juridiction ainsi visée devait prouver soit à un panel de trois juges d'un tribunal de Washington, DC, soit au procureur général des États-Unis, que la nouvelle procédure électorale proposée n'aurait pas d'impact négatif sur le droit de vote des minorités raciales.
Le 25 juin 2013, la Cour suprême des États-Unis annule l'article 4(b) par une décision à 5 contre 4 dans l'arrêt Shelby County v. Holder (en). La Cour juge l'article 4(b) de la VRA inconstitutionnel parce qu'obsolète. Ce faisant l'article 5 est inapplicable, faute de formule pour déterminer quelles juridictions y sont assujetties,.

### Lois électorales promulguées après l'arrêtShelby
La décision de la Cour suprême a permis à de nombreux États de commencer à adopter de nouvelles lois restrictives concernant le droit de vote. Le Texas avait déclaré moins de 24 heures après l'annonce de la décision de la Cour suprême qu'il mettrait en place une loi stricte sur l'identification des électeurs. De nombreux autres États qui n'étaient auparavant pas autorisés à adopter des lois sur l'identification des électeurs en raison de l'exigence fédérale d'autorisation préalable de la VRA ont pu le faire.
La décision de la Cour suprême a également entraîné une augmentation du nombre d'électeurs purgés des listes électorales. Les recherches du Brennan Center (en) suggèrent que la décision a permis la purge supplémentaire de quelque deux millions de personnes des listes électorales entre 2012 et 2016,.
Notamment, la Caroline du Nord a adopté le projet de loi HB 589 qui impose une exigence stricte d'identification avec photo, élimine l'inscription au vote le jour même et raccourcit la période de vote anticipé. Cette loi a été annulée par la Cour d'appel des États-Unis pour le quatrième circuit au motif que la loi était conçue pour « cibler les Afro-Américains avec une précision presque chirurgicale »,,,,.
En réponse à la décision Shelby County v. Holder, le John Lewis Voting Rights Act a été rédigé pour mettre en place une nouvelle formule permettant au gouvernement fédéral d'appliquer à nouveau l'article 5 du Voting Rights Act de 1965.

### Lois électorales promulguées après les élections de 2020
Après l'élection présidentielle de 2020 et les efforts pour en contester le résultat, de nombreuses législatures d'État contrôlées par les Républicains ont commencé à adopter des projets de loi qui rendaient le vote plus difficile, ce qui, selon les opposants aux projets de loi, dissuaderait de manière disproportionnée les minorités raciales de voter,,,,,.

## Dispositions clés

### Mises à jour de la section 2
La première disposition du John Lewis Voting Rights Act renforce les protections des électeurs dans la section 2 en réponse à Brnovich v. Democratic National Committee (en).

### Élargir le champ d'action des tribunaux
La partie suivante du John Lewis Voting Rights Act élargit les cas dans lesquels le procureur général des États-Unis peut envoyer des observateurs fédéraux dans les juridictions jugées nécessaires par les tribunaux et permet à ceux-ci de bloquer toute nouvelle politique électorale dans un plus large éventail de circonstances. Il le fait en modifiant les parties applicables de la VRA qui mentionnent des « violations des 14e et 15e amendements » pour inclure également « les violations de la présente loi, ou les violations de toute loi fédérale qui interdit la discrimination dans le vote sur la base de la race, de la couleur ou l'appartenance à un groupe linguistique minoritaire »,.

### Rétablissement du prédédouanement fédéral
Cette partie de la loi rétablit l'exigence fédérale d'autorisation préalable pour les nouvelles lois électorales dans certains États en créant une nouvelle formule. La nouvelle formule de la loi soumettrait les juridictions qui répondent à ces critères à l'exigence d'autorisation :
1. Tout État qui a eu 15 violations des droits de vote ou plus au cours des 25 dernières années.
2. Tout État qui a eu 10 violations ou plus des droits de vote et au moins une de ces violations a été commise par l'État lui-même (par opposition à une juridiction au sein de l'État) au cours des 25 dernières années.
3. Toute subdivision dans un État qui a eu 3 violations ou plus des droits de vote au cours des 25 dernières années serait également soumise à l'exigence[25].

La loi considère l'un des éléments suivants comme une violation des droits de vote :
1. Une décision de justice qui a conclu au déni ou à la restriction du droit de vote en raison de la race, de la couleur ou de l'appartenance à un « groupe linguistique minoritaire » d'une manière qui viole les 14e ou 15e amendements n'importe où dans l'État ou la subdivision.
2. Une décision de justice qui a conclu qu'une loi ou une règle électorale qui a été promulguée ou qui aurait été promulguée aurait restreint le droit de vote en raison de la race, de la couleur ou de l'appartenance à un « groupe linguistique minoritaire » d'une manière qui viole l'acte lui-même n'importe où dans un état ou une subdivision.
3. Une décision de justice qui a rejeté un jugement déclaratoire et empêché toute nouvelle politique ou procédure électorale de prendre effet n'importe où dans l'État ou la subdivision.
4. Une objection du procureur général qui a empêché toute nouvelle politique ou procédure électorale de prendre effet n'importe où dans l'État ou la subdivision.
5. Un règlement hors cour qui a amené l'État ou la subdivision à modifier ou à abandonner une politique de vote, si la politique était contestée parce qu'elle restreignait le droit de vote en raison de la race, de la couleur ou de « l'appartenance à une minorité linguistique » d'une manière qui viole la loi elle-même ou les 14e ou 15e amendements[25].

La loi stipule que le procureur général prendra les décisions dès que possible au cours d'une année civile et tiendra une liste à jour de toutes les violations des droits de vote. La décision prend effet lorsqu'elle est publiée au Federal Register.

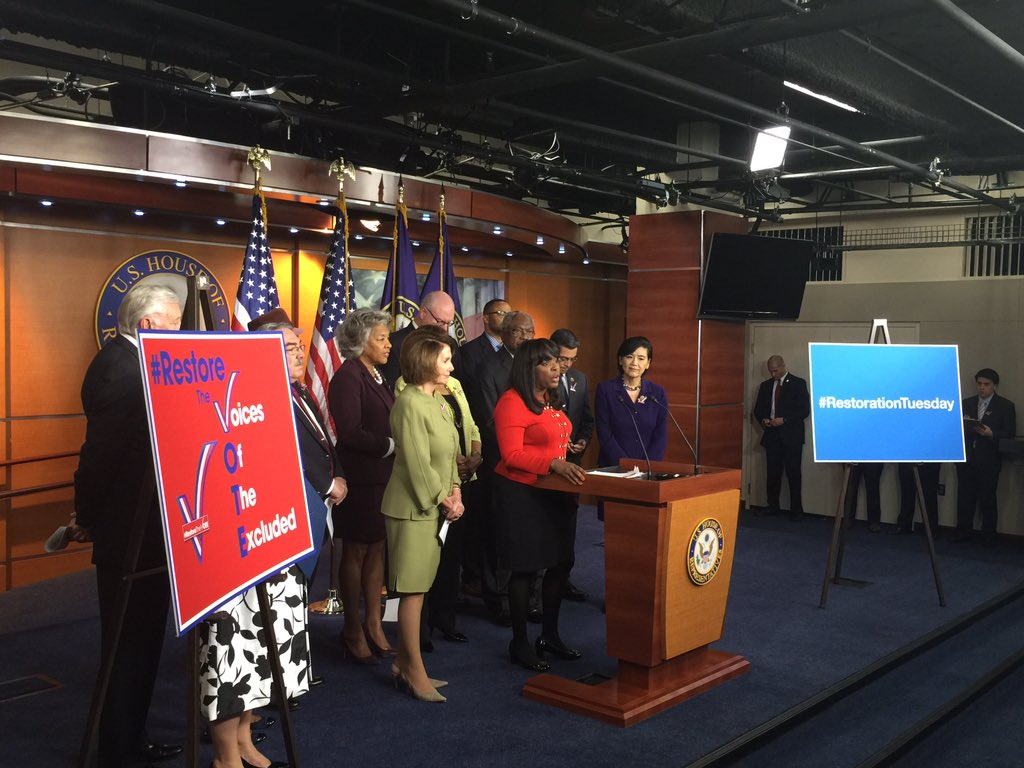
Terri Sewell prend la parole lors d'une conférence de presse en 2015

| État             | Couverture par le VRA de 1965 | Couverture par le John Lewis VRA |
| ---------------- | ----------------------------- | -------------------------------- |
| Alabama          | Dans son ensemble             | Dans son ensemble                |
| Alaska           | Dans son ensemble             | Non couvert                      |
| Arizona          | Dans son ensemble             | Non couvert                      |
| Californie       | En partie                     | Dans son ensemble                |
| Floride          | En partie                     | Dans son ensemble                |
| Géorgie          | Dans son ensemble             | Dans son ensemble                |
| Louisiane        | Dans son ensemble             | Dans son ensemble                |
| Michigan         | En partie                     | Non couvert                      |
| Mississippi      | Dans son ensemble             | Dans son ensemble                |
| New York         | En partie                     | Dans son ensemble                |
| Caroline du Nord | En partie                     | Dans son ensemble                |
| Dakota du Sud    | En partie                     | Non couvert                      |
| Caroline du Sud  | Dans son ensemble             | Dans son ensemble                |
| Texas            | Dans son ensemble             | Dans son ensemble                |
| Virginie         | Dans son ensemble             | Dans son ensemble                |

### Élargissement des pratiques couvertes
Le projet de loi élargirait également le nombre de règles électorales nécessitant une autorisation préalable fédérale avant changement, parfois avec des normes uniques pour être soumis à l'exigence (c'est-à-dire le pourcentage de la population considérée comme une minorité raciale).

#### Sièges électoraux
Tout état ou subdivision qui a soit :
1. deux ou plusieurs minorités raciales ou linguistiques qui représentent chacune 20 % ou plus de la population en âge de voter ;
2. une minorité linguistique unique qui représente 20 % ou plus de la population en âge de voter dans les réserves indiennes situées entièrement ou partiellement dans l'État ou la subdivision...

doit obtenir une autorisation préalable du gouvernement fédéral avant de mettre en œuvre l'une des politiques suivantes :
1. Une modification du nombre de sièges élus par l'ensemble de l'État ou de la subdivision.
2. Une conversion d'un ou plusieurs sièges d'une circonscription uninominale en une ou plusieurs circonscriptions plurinominales.
3. Tout changement (ou série de changements) aux limites d'une juridiction qui réduit de trois points de pourcentage ou plus la proportion de la population en âge de voter d'un groupe racial ou linguistique minoritaire[25].

#### Redécoupage électoral
Toute modification des limites des circonscriptions électorales d'un État ou d'une subdivision nécessiterait une autorisation préalable fédérale si elles répondent à l'un des critères suivants :
1. L'état ou la subdivision a connu une augmentation de population de 10 000 personnes ou plus de n'importe quelle minorité raciale ou linguistique depuis le recensement précédent.
2. Toute minorité raciale ou linguistique qui voit une augmentation d'au moins 20 % de la taille de sa population en âge de voter depuis le recensement précédent[25].

#### Exigences relatives à l'identification des électeurs

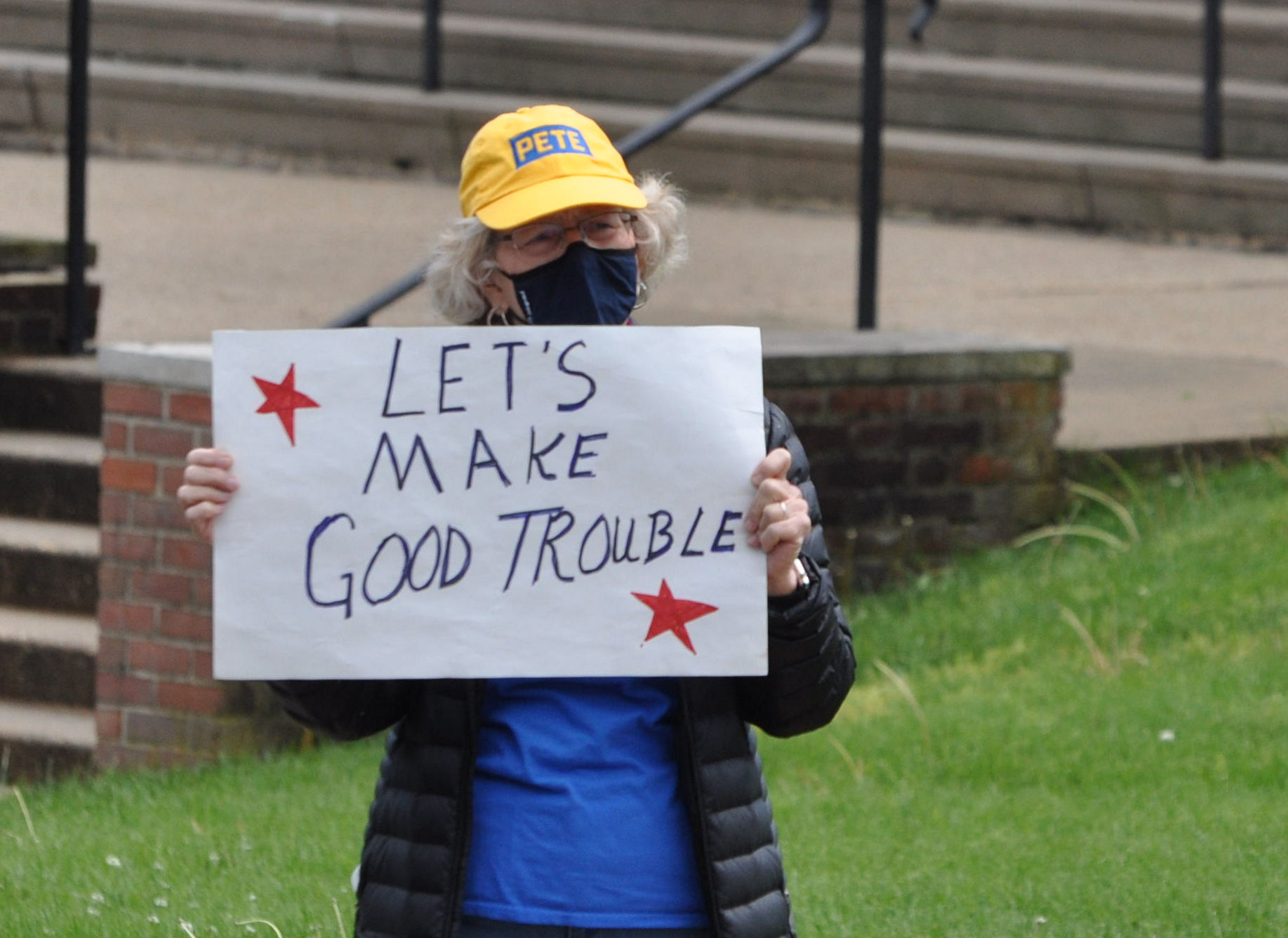
Un manifestant utilisant le slogan de John Lewis lors d'une manifestation en faveur du droit de vote.

Toute modification des exigences d'identification des électeurs plus stricte que celle décrite dans le Help America Vote Act (en), ou toute modification qui rendrait les exigences d'identification des électeurs plus strictes que le jour où le John Lewis Voting Rights Act est promulgué, serait tenue d'obtenir un prédédouanement fédéral avant d'être mise en œuvre.

#### Matériel de vote multilingue
Toute modification qui réduirait la quantité de matériel de vote multilingue ou qui modifierait la manière dont le matériel de vote multilingue est distribué aux gens devrait être soumise à une autorisation préalable du gouvernement fédéral, à moins qu'une modification similaire ne se produise dans le matériel de vote en anglais pour une élection.

#### Lieux de vote et opportunités de vote
Toute modification qui réduirait, déplacerait ou regrouperait des bureaux de vote (y compris des bureaux de vote anticipé, de vote par correspondance et de vote le jour de l'élection) ou réduirait le nombre de jours ou d'heures de vote anticipé le dimanche serait soumise à l'obligation d'autorisation préalable si elle répond à l'un ou l'autre de ces critères :
1. Les données du recensement révèlent que deux groupes minoritaires raciaux ou linguistiques ou plus représentent chacun 20 % de la population en âge de voter dans la juridiction.
2. Les données du recensement révèlent que 20 % de la population en âge de voter sur une terre amérindienne appartient à un groupe linguistique minoritaire[25].

#### Maintenance des listes électorales
Toute modification de la politique électorale qui ajoute une nouvelle raison de radier une personne d'une liste électorale ou qui met en place une nouvelle procédure de radiation d'une personne d'une liste électorale doit faire l'objet d'une autorisation fédérale préalable (s'il s'agit d'une juridiction au sein de l'État) si :
1. deux minorités raciales ou linguistiques représentent 20 % de la population ;
2. ou 20 % de la population est une minorité linguistique unique sur les terres amérindiennes.

Et si l'État lui-même impose un tel changement, il doit demander une autorisation préalable si :
1. La population de l'État contient deux minorités qui représentent 20 % de la population.
2. Une subdivision dans l'État répond aux mêmes exigences, mais la subdivision elle-même serait le seul endroit touché[25].

### Pré-dédouanement pour les États déjà couverts
Pour les États qui satisfaisaient déjà aux exigences du précontrôle fédéral dans le cadre de la nouvelle formule prévue, le projet de loi dispose qu'ils devront également demander l'approbation en vue de toute nouvelle procédure dans le cadre des nouvelles pratiques couvertes. Il permet aux États qui sont couverts de demander l'approbation d'un panel de trois juges ou du procureur général, et permet à tout appel de l'un ou l'autre d'aller devant la Cour suprême.

### Application
Le projet de loi permet au procureur général ou à toute personne de poursuivre un État s'ils pensent qu'il tente d'évite le précontrôle fédéral. La loi dispose qu'un panel de trois juges déterminera si une politique a besoin d'une autorisation préalable fédérale, et jusqu'à ce que le tribunal ait pris cette décision, la politique ne pourra pas entrer en vigueur.

### Soutien
Le projet de loi a été soutenu par les sénateurs Raphael Warnock (qui a utilisé son premier discours au Sénat pour plaider en faveur de son adoption),, et Joe Manchin,. Le président Joe Biden a plaidé pour l'adoption du projet de loi dans son premier discours au Congrès,. Le sénateur Jeff Merkley a déclaré que la meilleure façon d'honorer l'héritage de John Lewis était d'adopter le projet de loi et a tweeté que l'adoption du projet de loi était sa « priorité absolue »,. Le sénateur Richard Blumenthal a cité plusieurs lois électorales restrictives récentes comme faisant partie des raisons de son soutien. Le gouverneur de Pennsylvanie, Tom Wolf, a également appelé le Sénat à adopter le projet de loi et à envisager de « suspendre » le filibuster s'il était nécessaire qu'il soit adopté.
En juillet 2021, plus de 150 entreprises ont signé une lettre soutenant le John R. Lewis Voting Rights Advancement Act, notamment Amazon, Apple, Best Buy, PepsiCo, Ikea, Nestlé USA, Macy's et Target,.

### Opposition
Le leader républicain du Sénat, Mitch McConnell, a exprimé son opposition à l'adoption du projet de loi et a déclaré que son adoption est « inutile » car il n'y a actuellement « aucune menace au droit de vote »,. Les Républicains ont fait valoir que la loi est une tentative de fédéraliser le contrôle des élections des États à l'avantage des Démocrates,.

## Histoire législative

### Résumé
| Congrès      | Titre court                                                      | Numéro(s) de facture | Date d'introduction | Parrain(s)    | # de coparrains | Dernier statut                           |
| ------------ | ---------------------------------------------------------------- | -------------------- | ------------------- | ------------- | --------------- | ---------------------------------------- |
| 114e Congrès | Loi de 2015 sur l'avancement des droits de vote                  | HR 2867              | 24 juin 2015        | Terri Sewell  | 179             | Mort en comité.                          |
| 115e Congrès | Loi de 2017 sur l'avancement des droits de vote                  | HR 2978              | 21 juin 2017        | Terri Sewell  | 193             | Mort en comité.                          |
| 116e Congrès | Loi de 2020 sur les droits de vote John R. Lewis                 | RH 4                 | 26 février 2019     | Terri Sewell  | 229             | Adopté par la Chambre des représentants. |
| 116e Congrès | Loi sur l'avancement des droits de vote de John Lewis            | S. 4263              | 22 juillet 2020     | Patrick Leahy | 47              | Mort en comité.                          |
| 117e Congrès | Loi de 2021 sur l'avancement des droits de vote de John R. Lewis | RH 4                 | 17 août 2021        | Terri Sewell  | 223             | Adopté par la Chambre des représentants  |
| 117e Congrès | Loi de 2021 sur l'avancement des droits de vote de John R. Lewis | S. 4                 | 5 octobre 2021      | Patrick Leahy | 48              | Clôture non invoquée.                    |
| 117e Congrès | Liberté de vote : loi John R. Lewis                              | HR 5746              | 27 octobre 2021     | Don Beyer     | 5               | Clôture non invoquée.                    |

### 116eCongrès

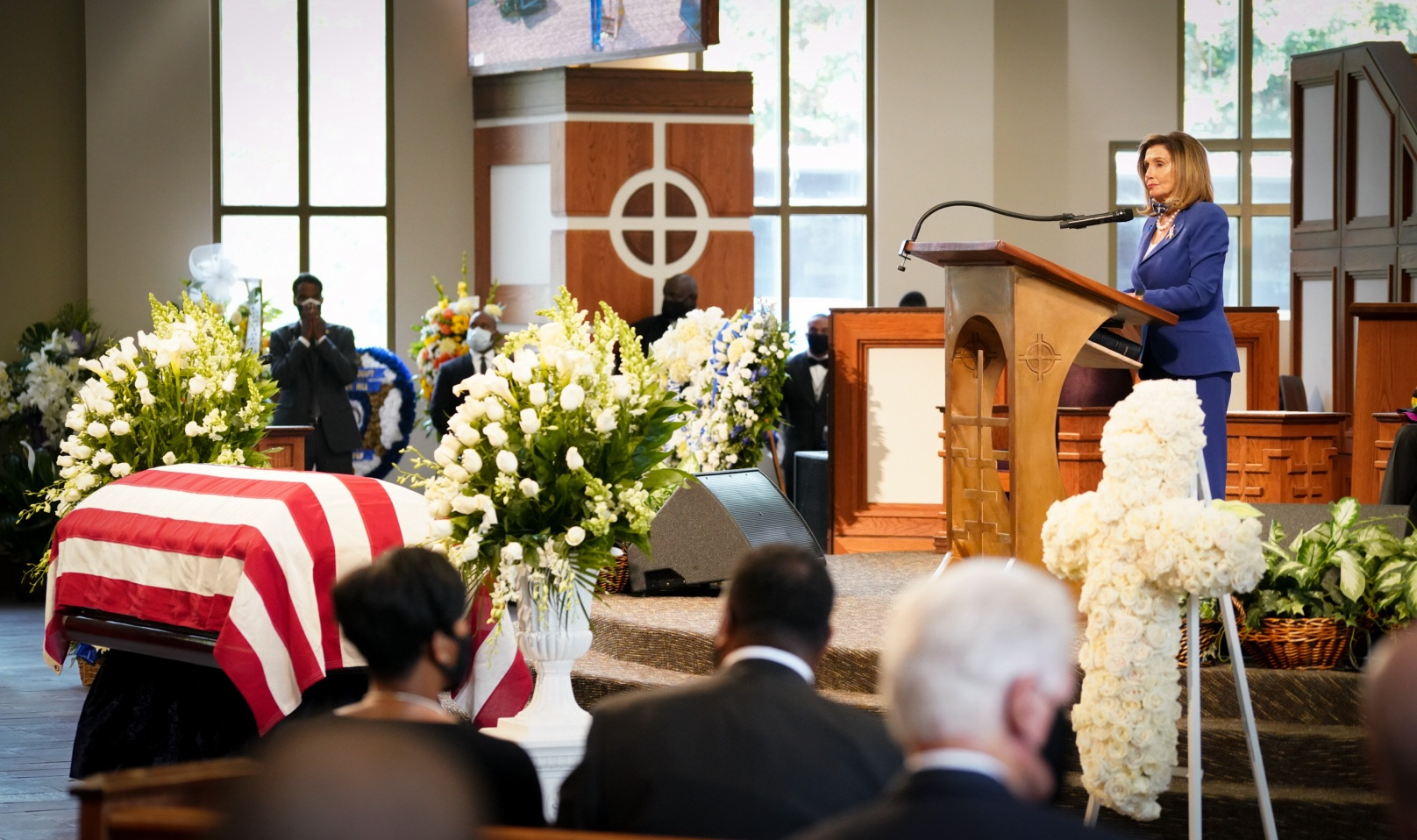
La présidente de la Chambre, Nancy Pelosi, prend la parole lors des funérailles de John Lewis

Le projet de loi a été présenté à la Chambre des représentants par la représentante Terri Sewell le 26 février 2019, en tant que « HR 4 ». Alors qu'il était initialement prévu pour être inclus dans le For the People Act, les dirigeants démocrates ont décidé de le garder séparé en raison des contestations judiciaires prévues. Il était coparrainé par 229 personnes. Ce projet de loi a été adopté par la Chambre des représentants en tant que Voting Rights Act Advancement Act of 2019 le 6 décembre 2019. Tous les Démocrates ont voté en faveur du texte et tous les républicains sauf un ont voté contre.
Le projet de loi a été présenté au Sénat sous le numéro S.4263 par le sénateur Patrick Leahy après la mort de John Lewis en juillet 2020. Le projet de loi a reçu 47 co-parrains. Tous les Démocrates du Sénat avaient co-parrainé le projet de loi. La seule Républicaine à coparrainer le projet de loi était Lisa Murkowski. Le Sénat, qui était contrôlé par les Républicains, n'a pas soumis le projet de loi au vote.
Le projet de loi s'intitulait à l'origine Voting Rights Advancement Act of 2019, mais a été renommé John Lewis Voting Rights Act une semaine après sa mort en 2020. Aucun sénateur n'avait présenté le projet de loi au Sénat au moment de sa mort, de sorte que, lorsqu'il a été présenté au Sénat, il a pris son nom. Le projet de loi avait déjà été adopté par la Chambre des représentants sous son ancien nom avant la mort de John Lewis. Il a été convenu à la Chambre des représentants de changer le titre abrégé du projet de loi pour lui rendre hommage.

### 117e Congrès
La loi a été présentée à la Chambre le 17 août 2021 par Terri Sewell, et a reçu 223 co-parrains. Le projet de loi a été adopté à la Chambre des représentants le 24 août 2021. Tous les Démocrates ont voté en faveur du texte et tous les Républicains ont voté contre. Le projet de loi a ensuite échoué au Sénat après avoir été incapable de recevoir suffisamment de votes pour invoquer la clôture. Une deuxième tentative, où les Démocrates ont intégré la loi dans un projet de loi combiné avec le Freedom to Vote Act, a également échoué. Les Démocrates ont alors tenté de modifier les règles pour exempter le projet de loi du filibuster, mais les sénateurs Joe Manchin et Kyrsten Sinema se sont opposés au changement,.